# Liste des conjoints des souverains de Suède

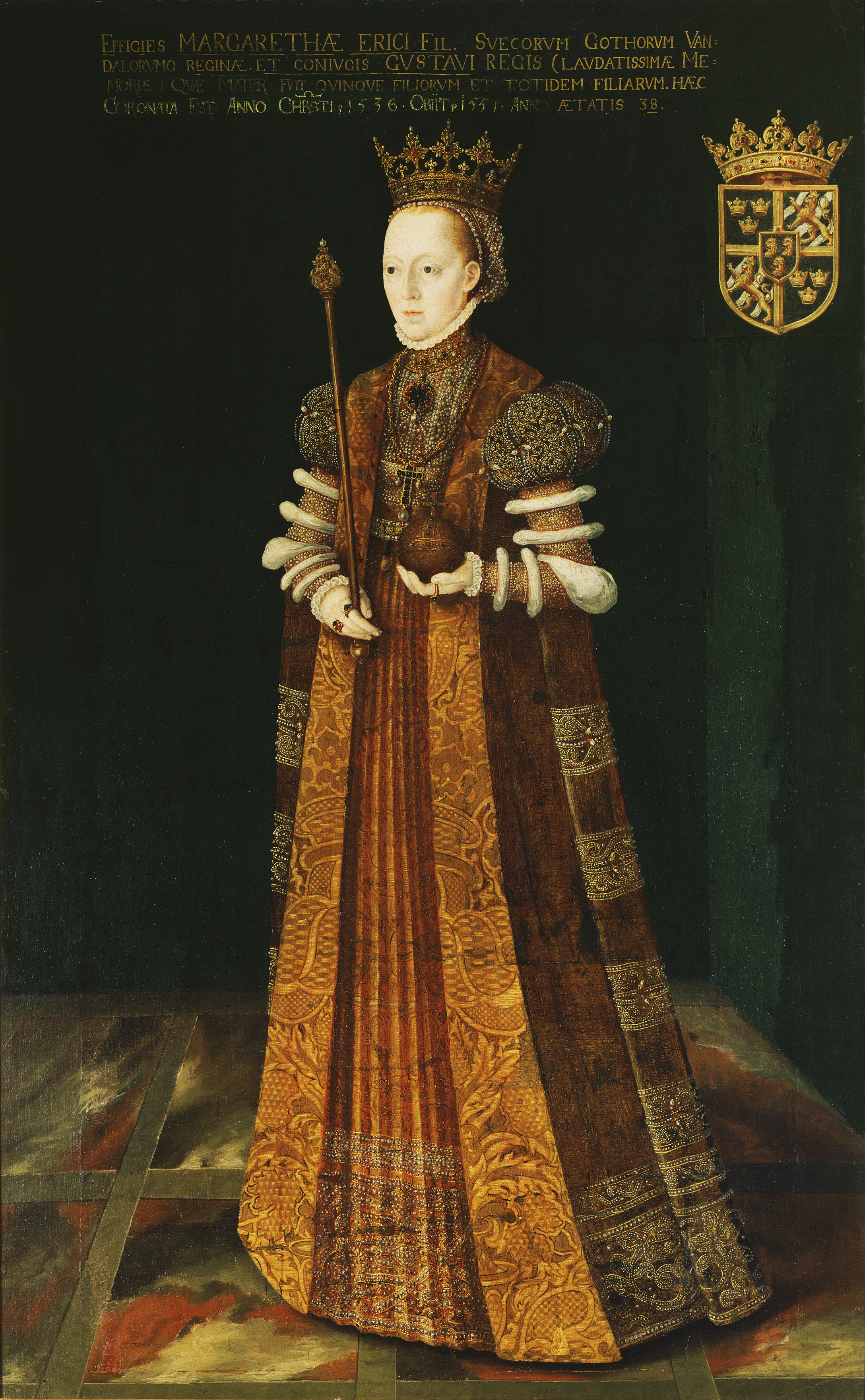
Marguerite Lejonhufvud

Cette liste présente les conjoints des souverains suédois. À l'exception de Frédéric de Hesse-Cassel, tous ont été des femmes, qui ont été titrées reines. Frédéric de Hesse-Cassel, devint par la suite roi sous le titre de Frédéric Ier, à la suite de l'abdication de son épouse.

## Reines légendaires et semi-légendaires
| Nom                                 | Conjoint(s)        | Titres                              | Eléments biographiques                    |
| ----------------------------------- | ------------------ | ----------------------------------- | ----------------------------------------- |
| Vana de Vanaheim                    | - Sveigðir         | - Reine de Suède                    | - Mère de Vanlandi.                       |
| Drifa                               | - Vanlandi         | - Reine de Suède                    | - Fille de Snjár le Vieil.                |
| Drott                               | - Domar            | - Reine de Suède (IIIe siècle)      | - Sœur de Dan.                            |
| Skjálf                              | - Agni             | - Reine de Suède (IVe siècle)       | - Fille de Frosti.                        |
| Bera                                | - Alf              | - Reine de Suède (IVe ou Ve siècle) |                                           |
| Yrsa                                | - Helgi - Adils    | - Reine de Suède (VIe siècle)       | - Fille d'Helgi. - Mère d'Hrólfr Kraki.   |
| Gauthildr Algautsdóttir de Götaland | - Ingjald          | - Reine de Suède (VIIe siècle)      | - Fille d'Algaut. - Mère d'Olof Trätälja. |
| Heidreksdotter de Småland           | - Ivar Vidfamne    | - Reine de Suède (655-695)          |                                           |
| Inghild de Suède                    | - Harald Hildetand | - Reine de Suède (695-705)          |                                           |

## Dynastie de Munsö (?-1060)
| Portrait | Nom (dates)                     | Conjoint(s)                                                                               | Titres | Eléments biographiques |
| -------- | ------------------------------- | ----------------------------------------------------------------------------------------- | --- | --- |
|          | Świętosława (968-1014)          | - Éric VI de Suède (mariage entre 980 et 988) - Sven à la Barbe fourchue (mariage en 998) | - Reine de Suède (980/88-995) - Reine de Danemark (998 - 3 février 1014) - Reine de Norvège (1000 - 3 février 1014) - Reine d'Angleterre (1013 - 3 février 1014) | - Princesse de la Maison Piast. Fille de Miezko Ier de Pologne et de Dubravka. - Mère d'Olof Skötkonung, de Knut le Grand, d'Harald II de Danemark et d'Estrid Svendsdatter. |
|          | Aud de Lade                     | - Éric VI de Suède (mariage vers 995)                                                     | - Reine de Suède (995-?) | - fille d'Håkon Sigurdsson. |
|          | Estrid des Obotrites (979-1035) | - Olof Skötkonung                                                                         | - Reine de Suède (1000-1022) | - Princesse nakonide. - Mère d'Ingigerd de Suède et d'Anund Jacob. |
|          | Gunild (?-1060)                 | - Anund Jacob - Sven II de Danemark (mariage en 1050)                                     | - Reine de Suède (? - 8 octobre 1050) - Reine de Danemark (1050-1052)                                                                                            | - Fille de Svein Håkonsson et d'Holmfrid de Suède. - Mère de Gyda de Suède et de Sven le Croisé.                                                                             |
|          | Astrid Njalsdotter (?-1060)     | - Ragnvald Ulfsson - Emund de Suède                                                       | - Reine de Suède (1050-1060) | - Fille de Njal Finnsson. - Mère de Stenkil. |
|          | Ingamoder                       | - Stenkil                                                                                 | - Reine de Suède (1061-1066) | - Princesse de la dynastie de Munsö. Fille d'Emund de Suède. - Mère d'Inge Ier de Suède, d'Halsten de Suède et d'Éric VII de Suède.                                          |
|          | Gyla                            | - Éric VIII de Suède - Håkan de Suède                                                     | - Reine de Suède (1066-1067, 1070-1079) | |

## Maison de Stenkil (1060-1130)
| Portrait | Nom (dates)                                            | Conjoint(s) | Titres                                                                  | Eléments biographiques |
| -------- | ------------------------------------------------------ | --- | ----------------------------------------------------------------------- | --- |
|          | Hélène de Suède                                        | - Inge Ier de Suède | - Reine de Suède (1079-1084, 1087-1105)                                 | - Sœur de Sven de Suède. - Mère de Christine Ingesdotter, de Margrete Fredkulla et de Catherine Ingesdotter.                                                        |
|          | Blotstulka                                             | - Sven de Suède | - Reine de Suède (1084-1087)                                            | - Mère d'Erik Årsäll. |
|          | Ingegerd de Norvège (1046-1120)                        | - Oluf Ier de Danemark - Philippe de Suède                                                                             | - Reine de Danemark (? - 18 août 1095) - Reine de Suède (1110-1118)     | - Princesse de la dynastie Hardrada. Fille de Harald Hardrada et d'Élisabeth de Kiev.                                                                               |
|          | Ragnhild (?-1117)                                      | - Inge II de Suède | - Reine de Suède (1105-1117)                                            | |
|          | Ulvhild Håkansdotter (1095-1148)                       | - Inge II de Suède (mariage en 1117) - Niels de Danemark (mariage en 1130) - Sverker Ier de Suède (mariage en 1134)    | - Reine de Suède (1117-1125, 1134-1148) - Reine de Danemark (1130-1134) | - Fille d'Haakon Finnsson. - Mère d'Hélène de Suède, de Johan Sverkersson l'Ancien, de Karl Sverkersson.                                                            |
|          | Richezza de Pologne (12 avril 1116 - 25 décembre 1156) | - Magnus Ier de Suède (mariage en 1129) - Volodar de Polock (mariage en 1139) - Sverker Ier de Suède (mariage en 1145) | - Reine de Suède (1129-1130, 1151-1156) - Princesse de Minsk (1139-?)   | - Princesse de la Maison Piast. Fille de Boleslas III Bouche-Torse et de Salomé de Berg. - Mère de Knut V de Danemark, de Sophie de Polock et de Burislev de Suède. |

## Maisons de Sverker et Erik (1130-1250)
| Portrait | Nom (dates)                                            | Conjoint(s) | Titres                                                                  | Eléments biographiques |
| -------- | ------------------------------------------------------ | --- | ----------------------------------------------------------------------- | --- |
|          | Ulvhild Håkansdotter (1095-1148)                       | - Inge II de Suède (mariage en 1117) - Niels de Danemark (mariage en 1130) - Sverker Ier de Suède (mariage en 1134)    | - Reine de Suède (1117-1125, 1134-1148) - Reine de Danemark (1130-1134) | - Fille d'Haakon Finnsson. - Mère d'Hélène de Suède, de Johan Sverkersson l'Ancien, de Karl Sverkersson.                                                            |
|          | Richezza de Pologne (12 avril 1116 - 25 décembre 1156) | - Magnus Ier de Suède (mariage en 1129) - Volodar de Polock (mariage en 1139) - Sverker Ier de Suède (mariage en 1145) | - Reine de Suède (1129-1130, 1151-1156) - Princesse de Minsk (1139-?)   | - Princesse de la Maison Piast. Fille de Boleslas III Bouche-Torse et de Salomé de Berg. - Mère de Knut V de Danemark, de Sophie de Polock et de Burislev de Suède. |
|          | Christine Björnsdotter (1120-1170)                     | - Éric IX de Suède | - Reine de Suède (1156-1160)                                            | - Princesse de la Maison d'Estridsen. Fille de Björn Jernsida de Danemark et de Catherine Ingesdotter. - Fille de Knut Ier de Suède et de Margaret de Suède.        |
|          | Brigide Haraldsdotter de Norvège (1131-1208)           | - Magnus II de Suède - Birger Brosa                                                                                    | - Reine de Suède (1160-1161)                                            | - Princesse de la Dynastie Hårfagre. Fille d'Harald IV de Norvège. - Mère de Knut Birgersson, de Folke Birgersson et d'Ingegerd Birgersdotter de Bjelbo.            |
|          | Christine Stigsdatter de Hvide (1145-1200)             | - Karl Sverkersson (mariage en 1163)                                                                                   | - Reine de Suède (1163-1167)                                            | - Fille de Stig Tokesen Hvide et de Marguerite de Danemark. - Mère de Sverker II de Suède.                                                                          |
|          | Cécile de Suède (1145-?)                               | - Knut Ier de Suède (mariage en 1160)                                                                                  | - Reine de Suède (1167-1190)                                            | - Princesse de la Maison de Sverker. Fille de Johan Sverkersson l'Ancien. - Mère d'Éric X de Suède.                                                                 |
|          | Bénedicte de Hvide (1165-1199)                         | - Sverker II de Suède (mariage vers 1180)                                                                              | - Reine de Suède (1196-1199)                                            | - Fille d'Ebbe Sunesen Hvide. - Mère d'Hélène Sverkersdotter. |
|          | Ingegerd Birgersdotter de Bjelbo (1180-1230)           | - Sverker II de Suède (mariage vers 1200)                                                                              | - Reine de Suède (1200-1208)                                            | - Fille de Birger Brosa et de Brigide Haraldsdotter de Norvège. - Mère de Jean Ier de Suède.                                                                        |
|          | Richardis de Danemark (1190 - 8 mai 1220)              | - Éric X de Suède (mariage en 1210)                                                                                    | - Reine de Suède (1210 - 12 avril 1216)                                 | - Princesse de la Maison d'Estridsen. Fille de Valdemar Ier de Danemark et de Sophie de Polock. - Mère d'Ingeborg de Suède et d'Éric XI de Suède.                   |
|          | Hélène Pedersdatter de Strange (1200-1255)             | - Knut II de Suède - Filip Larsson de Runby                                                                            | - Reine de Suède (28 novembre 1229 - 1234)                              | - Fille de Peder Strange et d'Ingeborg Esbernsdatter Snarre. - Mère d'Holmger Knutsson.                                                                             |
|          | Catherine de Ymseborg (1215-1252)                      | - Éric XI de Suède (mariage en 1244)                                                                                   | - Reine de Suède (1244 - 2 février 1250)                                | - Princesse de la Maison de Bjälbo. Fille de Sune Folkesson et d'Hélène Sverkersdotter.                                                                             |

## Maison de Folkung (1250-1364)
| Portrait | Nom (dates)                                         | Conjoint                                            | Titres | Eléments biographiques | Armoiries |
| -------- | --------------------------------------------------- | --------------------------------------------------- | --- | --- | --------- |
|          | Sophie de Danemark (1241-1286)                      | - Valdemar Birgersson (mariage en 1260)             | - Reine de Suède (1261 - 22 juillet 1275) | - Princesse de la Maison d'Estridsen. Fille d'Éric IV de Danemark et de Jutte de Saxe. - Mère d'Erik Valdemarsson.                                                                                        |           |
|          | Helwig de Holstein (1257-1324)                      | - Magnus III de Suède (mariage le 11 novembre 1276) | - Reine de Suède (11 novembre 1276 - 18 décembre 1290) | - Princesse de la Maison de Holstein. Fille de Gérard Ier de Holstein-Itzehoe et d'Élisabeth de Mecklembourg. - Mère d'Ingeburg de Suède, de Birger Magnusson, d'Erik Magnusson et de Valdemar Magnusson. |           |
|          | Marthe de Danemark (1277-1341)                      | - Birger Magnusson (mariage le 25 novembre 1298)    | - Reine de Suède (25 novembre 1298 - 1er novembre 1318) | - Princesse de la Maison d'Estridsen. Fille d'Éric V de Danemark et d'Agnès de Brandebourg. - Mère de Magnus Birgersson.                                                                                  |           |
|          | Blanche de Namur (1320-1363)                        | - Magnus IV de Suède (mariage en 1335)              | - Reine de Suède (1335 - 30 novembre 1363) - Reine de Norvège (1335 - 18 novembre 1343) | - Princesse de la Maison de Dampierre. Fille de Jean Ier de Namur et de Marie d'Artois. - Mère d'Éric XII de Suède et d'Haakon VI de Norvège.                                                             |           |
|          | Béatrice de Bavière (1344-1359)                     | - Éric XII de Suède (mariage en 1356)               | - Reine de Suède (17 octobre 1356 - 20 juin 1359) | - Princesse de la Maison de Wittelsbach. Fille de Louis IV du Saint-Empire et de Marguerite II de Hainaut.                                                                                                |           |
|          | Marguerite Ire de Danemark (1353 - 28 octobre 1412) | - Haakon VI de Norvège (mariage le 9 avril 1363)    | - Reine de Suède (consort du 9 avril 1363 au 15 février 1364, de plein droit du 24 février 1389 au 28 octobre 1412) - Reine de Norvège (consort du 9 avril 1363 au 11 septembre 1380, de plein droit du 2 février 1388 au 28 octobre 1412) - Reine de Danemark (de plein droit, 10 août 1387 - 28 octobre 1412) | - Princesse de la Maison d'Estridsen. Fille de Valdemar IV de Danemark et d'Hedwige de Schleswig. - Mère d'Oluf Hakonsen.                                                                                 |           |

## Maison de Mecklembourg (1364-1389)
| Portrait | Nom (dates)                       | Conjoint                            | Titres                       | Eléments biographiques |
| -------- | --------------------------------- | ----------------------------------- | ---------------------------- | --- |
|          | Richardis de Schwerin (1347-1377) | - Albert de Suède (mariage en 1365) | - Reine de Suède (1365-1377) | - Princesse de la Maison de Schwerin. Fille d'Otto de Schwerin et de Mathilda de Mecklembourg-Werle. - Mère d'Éric de Mecklembourg et de Richarde-Catherine de Suède. |

## Maison de Poméranie (1396-1439)
| Portrait | Nom (dates)                                       | Conjoint(s)                                      | Titres                                                                      | Eléments biographiques                                                                     | Armoiries |
| -------- | ------------------------------------------------- | ------------------------------------------------ | --------------------------------------------------------------------------- | ------------------------------------------------------------------------------------------ | --------- |
|          | Philippa d'Angleterre (4 juin 1394 - 5 juin 1430) | - Éric de Poméranie (mariage le 26 octobre 1406) | - Reine de Danemark, de Norvège et de Suède (26 octobre 1406 - 5 juin 1430) | - Princesse de la Maison de Lancastre. Fille d'Henri IV d'Angleterre et de Marie de Bohun. |           |

## Maison de Wittelsbach (1440-1448)
| Portrait | Nom (dates)                                                            | Conjoints | Titres | Eléments biographiques | Armoiries |
| -------- | ---------------------------------------------------------------------- | --- | --- | --- | --------- |
|          | Dorothée de Brandebourg-Kulmbach (31 décembre 1430 - 25 novembre 1495) | - Christophe de Bavière (mariage le 12 septembre 1445) - Christian Ier de Danemark (mariage le 28 octobre 1449) | - Reine de Danemark (12 septembre 1445 - 5 janvier 1448, 28 octobre 1449 - 21 mai 1481) - Reine de Norvège (12 septembre 1445 - 28 octobre 1448, 13 mai 1450 - 21 mai 1481) - Reine de Suède (12 septembre 1445 - 28 octobre 1448, 23 juin 1457 - 23 juin 1464) - Duchesse de Schleswig (5 mars 1460 - 21 mai 1481) - Comtesse (5 mars 1460 - 1474) puis duchesse (1474 - 21 mai 1481) d'Holstein | - Princesse de la Maison de Hohenzollern. Fille de Jean IV de Brandebourg-Külmbach et de Barbara de Saxe. - Mère de Jean de Danemark, de Marguerite de Danemark et de Frédéric Ier de Danemark. |           |

## Famille Bonde (1448-1457, 1464-1465, 1467-1470)
| Nom (dates)                                   | Conjoint                                    | Titres                                                                                                | Eléments biographiques |
| --------------------------------------------- | ------------------------------------------- | --- | --- |
| Catherine de Bjurum (1418 - 7 septembre 1450) | - Karl Knutsson (mariage le 5 octobre 1438) | - Reine de Suède (20 juin 1448 - 7 septembre 1450) - Reine de Norvège (25 octobre 1449 - 13 mai 1450) | - Princesse de la Maison de Gumsehuvud. Fille de Karl Ormsson Gumsehuvud et de Märta Gregersdotter. - Mère de Magdalena de Suède. |
| Christine Abrahamsdotter (1432-1495)          | - Karl Knutsson (mariage en 1470)           | - Reine de Suède (1470)                                                                               | - Fille d'Abraham Pedersson. |

## Maison d'Oldenbourg (1457-1464, 1497-1501, 1520-1521)
| Portrait | Nom (dates)                                                            | Conjoint(s) | Titres | Eléments biographiques | Armoiries |
| -------- | ---------------------------------------------------------------------- | --- | --- | --- | --------- |
|          | Dorothée de Brandebourg-Kulmbach (31 décembre 1430 - 25 novembre 1495) | - Christophe de Bavière (mariage le 12 septembre 1445) - Christian Ier de Danemark (mariage le 28 octobre 1449) | - Reine de Danemark (12 septembre 1445 - 5 janvier 1448, 28 octobre 1449 - 21 mai 1481) - Reine de Norvège (12 septembre 1445 - 28 octobre 1448, 13 mai 1450 - 21 mai 1481) - Reine de Suède (12 septembre 1445 - 28 octobre 1448, 23 juin 1457 - 23 juin 1464) - Duchesse de Schleswig (5 mars 1460 - 21 mai 1481) - Comtesse (5 mars 1460 - 1474) puis duchesse (1474 - 21 mai 1481) d'Holstein | - Princesse de la Maison de Hohenzollern. Fille de Jean IV de Brandebourg-Külmbach et de Barbara de Saxe. - Mère de Jean de Danemark, de Marguerite de Danemark et de Frédéric Ier de Danemark. |           |
|          | Christine de Saxe (25 décembre 1461 - 8 décembre 1521)                 | - Jean de Danemark (mariage le 6 septembre 1478)                                                                | - Reine de Danemark (21 mai 1481 - 20 février 1513) - Duchesse de Schleswig-Holstein (12 septembre 1482 - 20 février 1513) - Reine de Norvège (20 juillet 1483 - 20 février 1513) - Reine de Suède (6 octobre 1497 - 1er août 1501) | - Princesse de la Maison de Wettin. Fille d'Ernest de Saxe et d'Élisabeth de Bavière. - Mère de Christian II de Danemark, d'Élisabeth de Danemark et de François de Danemark.                   |           |
|          | Isabelle d'Autriche (18 juillet 1501 - 19 janvier 1526)                | - Christian II de Danemark (mariage le 12 août 1515)                                                            | - Reine de Danemark et de Norvège (12 août 1515 - 20 janvier 1523) - Reine de Suède (1er novembre 1520 - 23 août 1521) | - Princesse de la Maison de Habsbourg. Fille de Philippe de Habsbourg et de Jeanne de Castille. - Mère de Jean de Danemark, de Dorothée de Danemark et de Christine de Danemark.                |           |

## Maison Vasa (1523-1654)
| Portrait | Nom (dates)                                                          | Conjoint                                                    | Titres | Eléments biographiques | Armoiries |
| -------- | -------------------------------------------------------------------- | ----------------------------------------------------------- | --- | --- | --------- |
|          | Catherine de Saxe-Lauenbourg (24 septembre 1513 - 23 septembre 1535) | - Gustave Ier Vasa (mariage le 24 septembre 1531)           | - Reine de Suède (24 septembre 1531 - 23 septembre 1535) | - Princesse de la Maison d'Ascanie. Fille de Magnus Ier de Saxe-Lauenbourg et de Catherine de Brunswick-Wolfenbüttel. - Mère d'Éric XIV de Suède. |           |
|          | Marguerite Lejonhufvud (1er janvier 1516 - 26 août 1551)             | - Gustave Ier Vasa (mariage le 1er octobre 1536)            | - Reine de Suède (1er octobre 1536 - 26 août 1551) | - Princesse de la Maison Leijonhufvud. fille d'Erik Abrahamsson Leijonhufvud et d'Ebba Eriksdotter Vasa. - Mère de Jean III de Suède, de Catherine de Suède, de Cécile de Suède, de Magnus de Suède, d'Anne de Suède, de Sophie de Suède, d'Élisabeth de Suède et de Charles IX de Suède. |           |
|          | Catherine Stenbock (22 juillet 1535 - 13 décembre 1621)              | - Gustave Ier Vasa (mariage le 22 août 1552)                | - Reine de Suède (22 août 1552 - 29 septembre 1560) | - Princesse de la Maison Stenbock. Fille de Gustave Olofsson Stenbock et de Brita Eriksdotter Leijonhufvud. |           |
|          | Karin Månsdotter (6 novembre 1550 - 13 septembre 1612)               | - Éric XIV de Suède (mariage le 4 juillet 1568)             | - Reine de Suède (4 juillet 1568 - 29 septembre 1568) | - Fille de Måns Månsson et d'Ingrid Jakobsdotter. - Mère de Gustave de Suède. |           |
|          | Catherine Jagellon (1er septembre 1526 - 16 septembre 1583)          | - Jean III de Suède (mariage le 4 octobre 1562)             | - Duchesse de Finlande (4 octobre 1562 - 12 août 1563) - Reine de Suède (30 septembre 1568 - 16 octobre 1583)                                                                                          | - Princesse de la Maison Jagellon. Fille de Sigismond Ier de Pologne et de Bona Sforza. - Mère de Sigismond Vasa et d'Anne de Suède. |           |
|          | Gunilla Bielke (25 juin 1568 - 19 juillet 1597)                      | - Jean III de Suède (mariage le 21 février 1585)            | - Demoiselle d'honneur de Catherine Jagellon (1582-1583) - Reine de Suède (21 février 1585 - 17 novembre 1592)                                                                                         | - Princesse de la Maison de Bielke. Fille de Johan Axelsson Bielke et de Margareta Posse. - Mère de Jean de Suède. |           |
|          | Anne d'Autriche (16 août 1573 - 10 février 1598)                     | - Sigismond Vasa (mariage le 31 mai 1592)                   | - Reine de Pologne, grande-duchesse de Lituanie (31 mai 1592 - 10 février 1598) - Reine de Suède (17 novembre 1592 - 10 février 1598)                                                                  | - Princesse de la Maison de Habsbourg. Fille de Charles II d'Autriche-Styrie et de Marie-Anne de Bavière. - Mère de Ladislas IV Vasa. |           |
|          | Christine de Holstein-Gottorp (12 avril 1573 - 8 décembre 1625)      | - Charles IX de Suède (mariage le 27 août 1592)             | - Duchesse de Södermanland, Närke et de Värmland (27 août 1592 - 22 mars 1604) - Reine de Suède (22 mars 1604 - 30 octobre 1611) - Régente de Suède (1605, 1611) - Régente de Södermanland (1611-1622) | - Princesse de la Maison de Holstein-Gottorp. Fille d'Adolphe de Holstein-Gottorp et de Christine de Hesse. - Mère de Gustave II Adolphe de Suède, de Marie-Élisabeth de Suède et de Charles-Philippe de Suède.                                                                           |           |
|          | Marie-Éléonore de Brandebourg (11 novembre 1599 - 18 mars 1655)      | - Gustave II Adolphe de Suède (mariage le 25 novembre 1620) | - Reine de Suède (25 novembre 1620 - 6 novembre 1632) | - Princesse de la Maison de Hohenzollern. Fille de Jean III Sigismond de Brandebourg et d'Anne de Prusse. - Mère de Christine de Suède. |           |

## Maison de Palatinat-Deux-Ponts (1654-1720)
| Portrait | Nom (dates)                                                              | Conjoint | Titres | Eléments biographiques | Armoiries |
| -------- | ------------------------------------------------------------------------ | --- | --- | --- | --------- |
|          | Edwige-Éléonore de Holstein-Gottorp (23 octobre 1636 - 24 novembre 1715) | - Charles X Gustave de Suède (mariage le 24 octobre 1654)                                                       | - Reine de Suède et duchesse de Brême-et-Verden (24 octobre 1654 - 13 février 1660)                                                                               | - Princesse de la Maison de Holstein-Gottorp. Fille de Frédéric III de Holstein-Gottorp et de Marie-Élisabeth de Saxe. - Mère de Charles XI de Suède.                                                         |           |
|          | Ulrique-Éléonore de Danemark (11 septembre 1656 - 26 juillet 1693)       | - Charles XI de Suède (mariage le 6 mai 1680)                                                                   | - Reine de Suède et duchesse de Brême-et-Verden (6 mai 1680 - 26 juillet 1693)                                                                                    | - Princesse de la Maison d'Oldenbourg. Fille de Frédéric III de Danemark et de Sophie-Amélie de Brunswick-Calenberg. - Mère d'Edwige-Sophie de Suède, de Charles XII de Suède et d'Ulrique-Éléonore de Suède. |           |
|          | Frédéric de Hesse-Cassel (23 avril 1676 - 25 mars 1751)                  | - Louise-Dorothée de Brandebourg (mariage le 31 mai 1700) - Ulrique-Éléonore de Suède (mariage le 24 mars 1715) | - Roi de Suède (consort du 5 décembre 1718 au 29 février 1720, régnant du 24 mars 1720 au 25 mars 1751) - Landgrave de Hesse-Cassel (23 mars 1730 - 25 mars 1751) | - Prince de la Maison de Hesse. Fils de Charles Ier de Hesse-Cassel et d'Amélie de Courlande. |           |

## Maison de Hesse (1720-1751)
| Portrait | Nom (dates)                                                    | Conjoint                                             | Titres | Eléments biographiques                                                                                            | Armoiries |
| -------- | -------------------------------------------------------------- | ---------------------------------------------------- | --- | --- | --------- |
|          | Ulrique-Éléonore de Suède (23 février 1688 - 24 novembre 1741) | - Frédéric de Hesse-Cassel (mariage le 24 mars 1715) | - Reine de Suède (de plein droit du 5 décembre 1718 au 29 février 1720 et consort du 24 mars 1720 au 24 novembre 1741) - Landgravine de Hesse-Cassel (23 mars 1730 - 24 novembre 1741) - Régente de Suède (1731-1738) | - Princesse de la Maison de Palatinat-Deux-Ponts. Fille de Charles XI de Suède et d'Ulrique-Éléonore de Danemark. |           |

## Maison de Holstein-Gottorp (1751-1818)
| Portrait | Nom (dates)                                                                             | Conjoint                                                   | Titres | Eléments biographiques | Armoiries |
| -------- | --------------------------------------------------------------------------------------- | ---------------------------------------------------------- | --- | --- | --------- |
|          | Louise-Ulrique de Prusse (24 juillet 1720 - 16 juillet 1782)                            | - Adolphe-Frédéric de Suède (mariage le 17 juillet 1744)   | - Princesse héritière de Suède (17 juillet 1744 - 25 mars 1751) - Princesse de Lübeck (17 juillet 1744 - 18 octobre 1750) - Reine de Suède (25 mars 1751 - 12 février 1771)                                                       | - Princesse de la Maison de Hohenzollern. Fille de Frédéric-Guillaume Ier de Prusse et de Sophie-Dorothée de Hanovre. - Mère de Gustave III de Suède, de Charles XIII de Suède, de Frédéric-Adolphe de Suède et de Sophie-Albertine de Suède. |           |
|          | Sophie-Madeleine de Danemark (3 juillet 1746 - 21 août 1813)                            | - Gustave III de Suède (mariage le 1er octobre 1766)       | - Princesse héritière présomptive de Danemark et de Norvège (de plein droit, 3 juin 1747 - 29 janvier 1749) - Princesse héritière de Suède (1er octobre 1766 - 12 février 1771) - Reine de Suède (12 février 1771 - 29 mars 1792) | - Princesse de la Maison d'Oldenbourg. Fille de Frédéric V de Danemark et de Louise de Grande-Bretagne. - Mère de Gustave IV Adolphe de Suède et de Charles-Gustave de Suède.                                                                 |           |
|          | Frédérique de Bade (12 mars 1781 - 25 septembre 1826)                                   | - Gustave IV Adolphe de Suède (mariage le 31 octobre 1797) | - Reine de Suède (31 octobre 1797 - 29 mars 1809) | - Princesse de la Maison de Bade. Fille de Charles-Louis de Bade et d'Amélie de Hesse-Darmstadt. - Mère de Gustave de Vasa, de Sophie de Suède, de Charles-Gustave de Suède, d'Amélie de Suède et de Cécile de Suède.                         |           |
|          | Hedwige-Élisabeth-Charlotte de Schleswig-Holstein-Gottorp (22 mars 1759 - 20 juin 1818) | - Charles XIII de Suède (mariage le 7 juillet 1774)        | - Duchesse de Södermanland (7 juillet 1774 - 29 mars 1809) - Reine de Suède (29 mars 1809 - 5 février 1818) - Reine de Norvège (4 novembre 1814 - 5 février 1818)                                                                 | - Princesse de la Maison d'Oldenbourg. Fille de Frédéric-Auguste Ier d'Oldenbourg et d'Ulrique-Frédérique de Hesse-Cassel. - Mère de Charles-Adolphe de Suède.                                                                                |           |

## Maison Bernadotte (1818-)
| Portrait | Nom (dates)                                            | Conjoint                                                   | Titres | Eléments biographiques | Armoiries |
| -------- | ------------------------------------------------------ | ---------------------------------------------------------- | --- | --- | --------- |
|          | Désirée Clary (8 novembre 1777 - 17 décembre 1860)     | - Charles XIV Jean de Suède (mariage le 17 août 1798)      | - Princesse de Pontecorvo (5 juin 1806 - 5 novembre 1810) - Princesse héritière de Suède (5 novembre 1810 - 5 février 1818) - Princesse héritière de Norvège (4 novembre 1814 - 5 février 1818) - Reine de Suède et de Norvège (5 février 1818 - 8 mars 1844)                                          | - Princesse de la Famille Clary. Fille de François Clary et de Françoise Somis. - Mère d'Oscar Ier de Suède. |           |
|          | Joséphine de Leuchtenberg (14 mars 1807 - 7 juin 1876) | - Oscar Ier de Suède (mariage le 19 juin 1823)             | - Princesse de Bologne (de plein droit, 29 décembre 1807 - 14 avril 1814) - Duchesse de Galliera (de plein droit, 28 mai 1813 - 1837) - Princesse héritière de Suède et de Norvège, duchesse de Södermanland (22 mai 1823 - 8 mars 1844) - Reine de Suède et de Norvège (8 mars 1844 - 8 juillet 1859) | - Princesse de la Maison de Leuchtenberg. Fille d'Eugène de Beauharnais et d'Augusta-Amélie de Bavière. - Mère de Charles XV de Suède, de Gustave de Suède, d'Oscar II de Suède, d'Eugénie de Suède et d'Auguste de Suède. |           |
|          | Louise des Pays-Bas (5 août 1828 - 30 mars 1871)       | - Charles XV de Suède (mariage le 19 juin 1850)            | - Princesse héritière de Suède et de Norvège, duchesse de Scanie (19 juin 1850 - 8 juillet 1859) - Reine de Suède et de Norvège (8 juillet 1859 - 30 mars 1871) | - Princesse de la Maison d'Orange-Nassau. Fille de Frédéric d'Orange-Nassau et de Louise de Prusse. - Mère de Louise de Suède et de Charles-Oscar de Suède.                                                                |           |
|          | Sophie de Nassau (9 juillet 1836 - 30 décembre 1913)   | - Oscar II de Suède (mariage le 6 juin 1857)               | - Duchesse d'Östergötland (8 juillet 1859 - 18 septembre 1872) - Reine de Suède (18 septembre 1872 - 8 décembre 1907) - Reine de Norvège (18 septembre 1872 - 7 juin 1905) | - Princesse de la Maison de Nassau. fille de Guillaume de Nassau et de Pauline de Wurtemberg. - Mère de Gustave V de Suède, d'Oscar de Suède, de Charles de Suède et d'Eugène de Suède.                                    |           |
|          | Victoria de Bade (7 août 1862 - 4 avril 1930)          | - Gustave V de Suède (mariage le 20 septembre 1881)        | - Princesse héritière de Suède, duchesse de Värmland (20 septembre 1881 - 8 décembre 1907) - Princesse héritière de Norvège (20 septembre 1881 - 7 juin 1905) - Reine de Suède (8 décembre 1907 - 4 avril 1930)                                                                                        | - Princesse de la Maison de Bade. Fille de Frédéric Ier de Bade et de Louise de Prusse. - Mère de Gustave VI Adolphe de Suède, de Guillaume de Suède et d'Erik de Suède.                                                   |           |
|          | Louise Mountbatten (13 juillet 1889 - 7 mars 1965)     | - Gustave VI Adolphe de Suède (mariage le 3 novembre 1923) | - Princesse héritière de Suède, duchesse de Scanie (3 novembre 1923 - 29 octobre 1950) - Reine de Suède (29 octobre 1950 - 7 mars 1965) | - Princesse de la Maison de Battenberg. Fille de Louis de Battenberg et de Victoria de Hesse-Darmstadt. |           |
|          | Silvia Sommerlath (née le 23 décembre 1943)            | - Charles XVI Gustave de Suède (mariage le 19 juin 1976)   | - Reine de Suède (19 juin 1976) | - Fille de Walther Sommerlath et d'Alice Soares de Toledo. - Mère de Victoria de Suède, de Carl Philip de Suède et de Madeleine de Suède.                                                                                  |           |

## Voir
- Liste des monarques de Suède